# Irigny
Irigny ist eine französische Gemeinde  mit 8909 Einwohnern (Stand: 1. Januar 2022) in der Métropole de Lyon in der Region Auvergne-Rhône-Alpes. Sie gehört administrativ zum Arrondissement Lyon und war bis 2015 der Hauptort (chef-lieu) des Kantons Irigny. Ihre Bewohner werden Irignois genannt.

## Geographie
Irigny ist eine banlieue im Süden von Lyon. Nachbargemeinden sind Pierre-Bénite im Norden, Oullins-Pierre-Bénite im Nordosten, Feyzin im Osten, Solaize im Südosten, Vernaison im Süden, Charly im Südwesten sowie Saint-Genis-Laval im Westen und Nordwesten.
An der östlichen Gemeindegrenze verläuft der Fluss Rhône.

## Geschichte
Im Zweiten Weltkrieg befand sich in Irigny eine Waffenfabrik, die im Rahmen der Kollaboration produzierte.

## Verkehr
Irigny hatte einen Bahnhof an der Bahnstrecke Moret-Veneux-les-Sablons–Lyon-Perrache. Im Jahr 2019 wurde der neue Haltepunkt Irigny-Yvours in Betrieb genommen. Dieser wird von Zügen des TER Auvergne-Rhône-Alpes der Verbindung Givors-Ville–Lyon-Perrache bedient.

## Bevölkerungsentwicklung
| Jahr                       | 1962 | 1968 | 1975 | 1982 | 1990 | 1999 | 2006 | 2017 |
| -------------------------- | ---- | ---- | ---- | ---- | ---- | ---- | ---- | ---- |
| Einwohner                  | 3337 | 3679 | 5226 | 6828 | 7955 | 8330 | 8258 | 8641 |
| Quellen: Cassini und INSEE |      |      |      |      |      |      |      |      |

## Sehenswürdigkeiten
- Château d’Irigny, Burganlage aus dem 13. Jahrhundert, zwischen 1196 und 1226 vom Erzbischof Lyons Renaud de Forez errichtet, heutige Bibliothek
- Château de la Combe mit Waschhaus, im 18. Jahrhundert errichtet
- Château de la Damette
- Villa Bagatelle
- Kirche
- Fort de Champvillard, Befestigungsanlage zum Schutze Lyons in den Jahren 1879 bis 1881 errichtet
- Fort de Montcorin, in den Jahren 1877 bis 1879 errichtet

|  |  |

## Partnergemeinde
- Gochsheim, Bayern, Deutschland